# نيكوس
نيكوس تشاتزوبولس (باليونانية: Νίκος Χατζόπουλος)‏ موسيقار يوناني شهير، من أشهر عازفي الكمان في العالم، يعتبر الأب الروحي للموسيقى اليونانية في العصر الحديث، تتميز موسيقاه بالطابع الشرقي والمشرب التركي اشتهر من خلال مقطوعة سر الحب التي وصفت بأنها الأكثر إثارة للشجن عام 2002 

## ألبوماته
- Cosmos 1997 الذي افتتح به ألبوماته، وحقق نجاحاً كبيراً وشهرة عالمية.
- Zephyros 1999 بعض مقطوعاته استرجع فيها موسيقى Mikis Theodorakis
- Mediterraneo 2001 الذي عزف فيه مقطوعات شهيرة من بلدان ما حول البحر الابيض المتوسط ولكن بتوزيع موسيقي واسلوب جديد، عزق من تراث بلاد الشام معزوفة «العزوبية»، وقيل أن الملحّن الأصلي لموسيقى العزوبيّة هو العازف العود السوري «عمر النقشبندي» (1910 - 1981) الذي كان يؤدّي العديد من أغاني محمّد عبد الوهاب، وكان يجيد العزف بالأسلوبين المتعارف عليهما في ضبط أوتار العود «الأسلوب التركي والعربي»، ّ وأعماله كانت مستوحاة من البيئة الشعبيّة الدمشقيّة وسهرات الطرب في أزقّة دمشق القديمة. من أعماله الموثّقة: رقصة ستّي، يا طيرة طيري، العزوبيّة.
- 2006 Archipelago
- City Lights 2010
- 2011 Berlin EP
- 2012 Stare into the abyss
- 2012 chlorine EP
- Violin Melodies 2013 [2]

## روابط خارجية
- الموقع الرسمي للموسيقار نيكوس